# 2000年夏季残疾人奥林匹克运动会爱尔兰代表团
2000年夏季残疾人奥林匹克运动会爱尔兰代表团是爱尔兰派出的2000年夏季残疾人奥林匹克运动会代表团。获得5枚金牌、3枚银牌和1枚铜牌。